# Luquet
Luquet ist eine französische Gemeinde mit 422 Einwohnern (Stand 1. Januar 2022) im Département Hautes-Pyrénées in der Region Okzitanien (vor 2016: Midi-Pyrénées). Die Gemeinde gehört zum Arrondissement Tarbes und zum Kanton Ossun.
Die Einwohner werden Luquetois und Luquetoises genannt.

## Geographie
Luquet liegt circa 16 Kilometer westlich von Tarbes in einer Exklave des Départements im benachbarten Département Pyrénées-Atlantiques.
Umgeben wird Luquet von den sechs Nachbargemeinden:
| Lourenties (Pyrénées-Atlantiques) |                                             | Gardères                   |
| Espoey (Pyrénées-Atlantiques)     | Kompassrose, die auf Nachbargemeinden zeigt |                            |
| Livron (Pyrénées-Atlantiques)     | Pontacq (Pyrénées-Atlantiques)              | Ger (Pyrénées-Atlantiques) |

## Einwohnerentwicklung
Nach Beginn der Aufzeichnungen stieg die Einwohnerzahl bis zur Mitte des 19. Jahrhunderts auf einen Höchststand von rund 480. In der Folgezeit sank die Größe der Gemeinde bei kurzen Erholungsphasen bis zu den 1970er Jahren auf rund 200, bevor eine Wachstumsphase einsetzte, die heute noch anhält.
| Jahr      | 1962 | 1968 | 1975 | 1982 | 1990 | 1999 | 2006 | 2011 | 2022 |
| --------- | ---- | ---- | ---- | ---- | ---- | ---- | ---- | ---- | ---- |
| Einwohner | 205  | 220  | 201  | 278  | 296  | 305  | 333  | 380  | 422  |

## Sehenswürdigkeiten
- Pfarrkirche Saint-Laurent
- Der Gabas-Stausee dient zur Bewässerung für die Landwirtschaft, er fasst bis zu 20 Millionen m³ und hat vier Gemeinden als Anrainer.

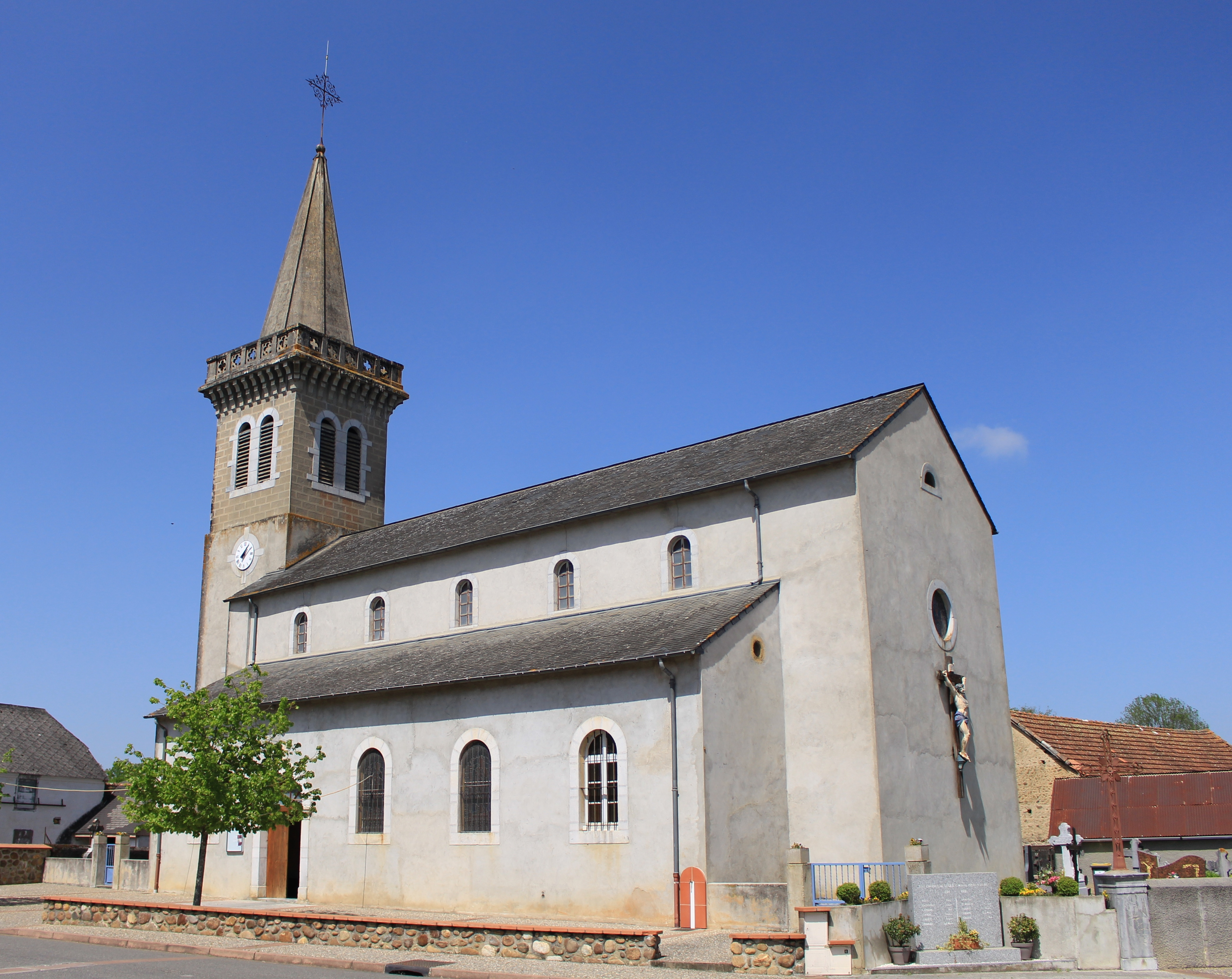
Pfarrkirche Saint-Laurent
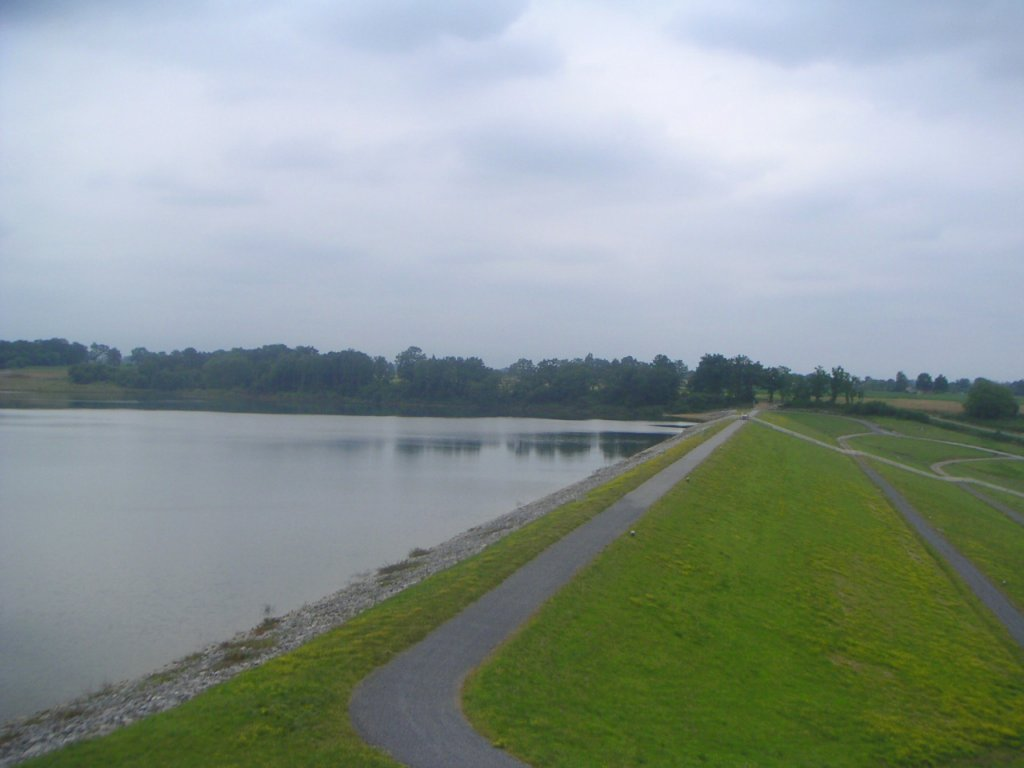
Gabas-Stausee

## Wirtschaft und Infrastruktur

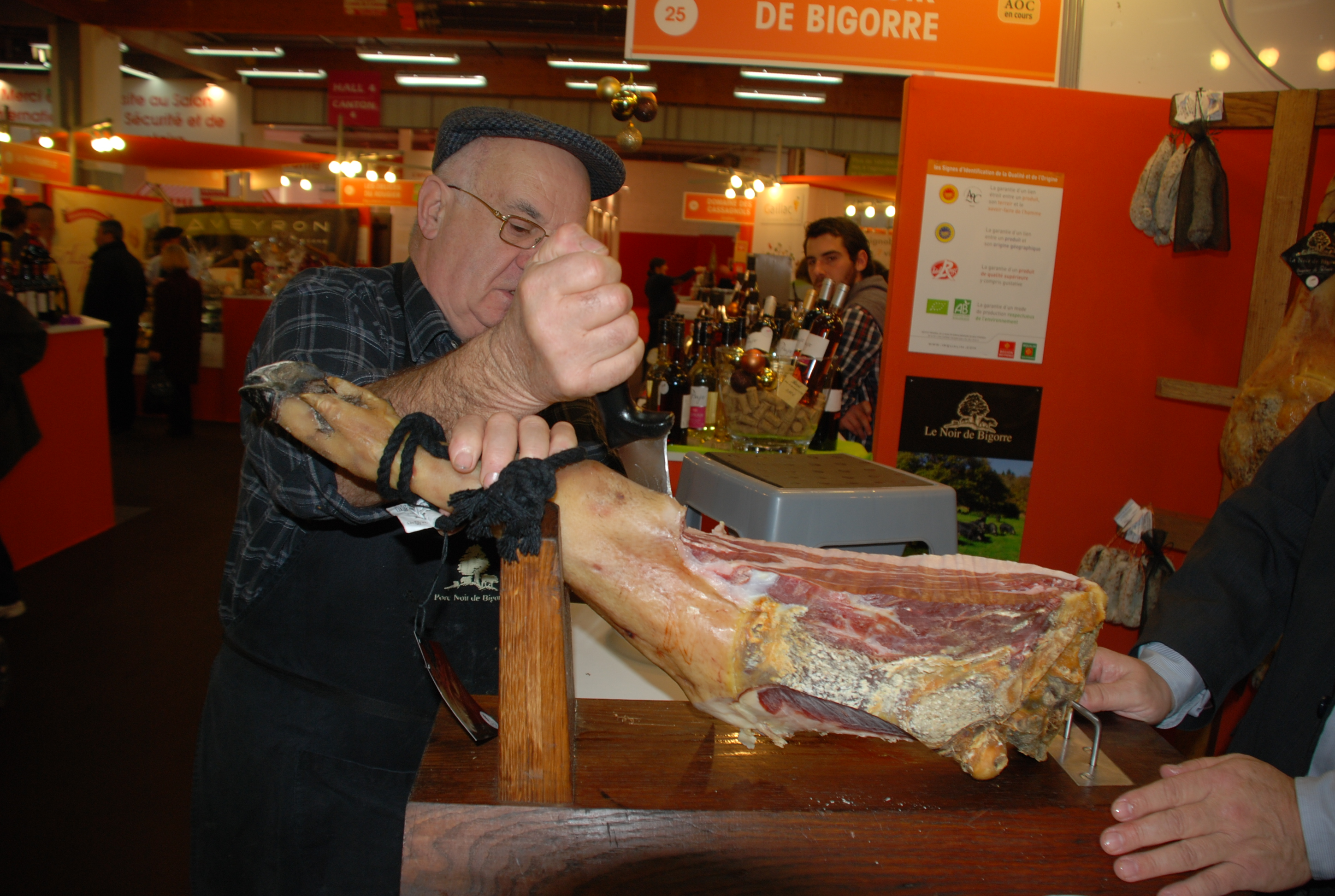
Noir de Bigorre-Schinken

Luquet liegt in den Zonen AOC der Schweinerasse Porc noir de Bigorre und des Schinkens Jambon noir de Bigorre.

### Bildung
Die Gemeinde verfügt über eine öffentliche Grundschule mit 38 Schülerinnen und Schülern im Schuljahr 2019/2020.

### Verkehr

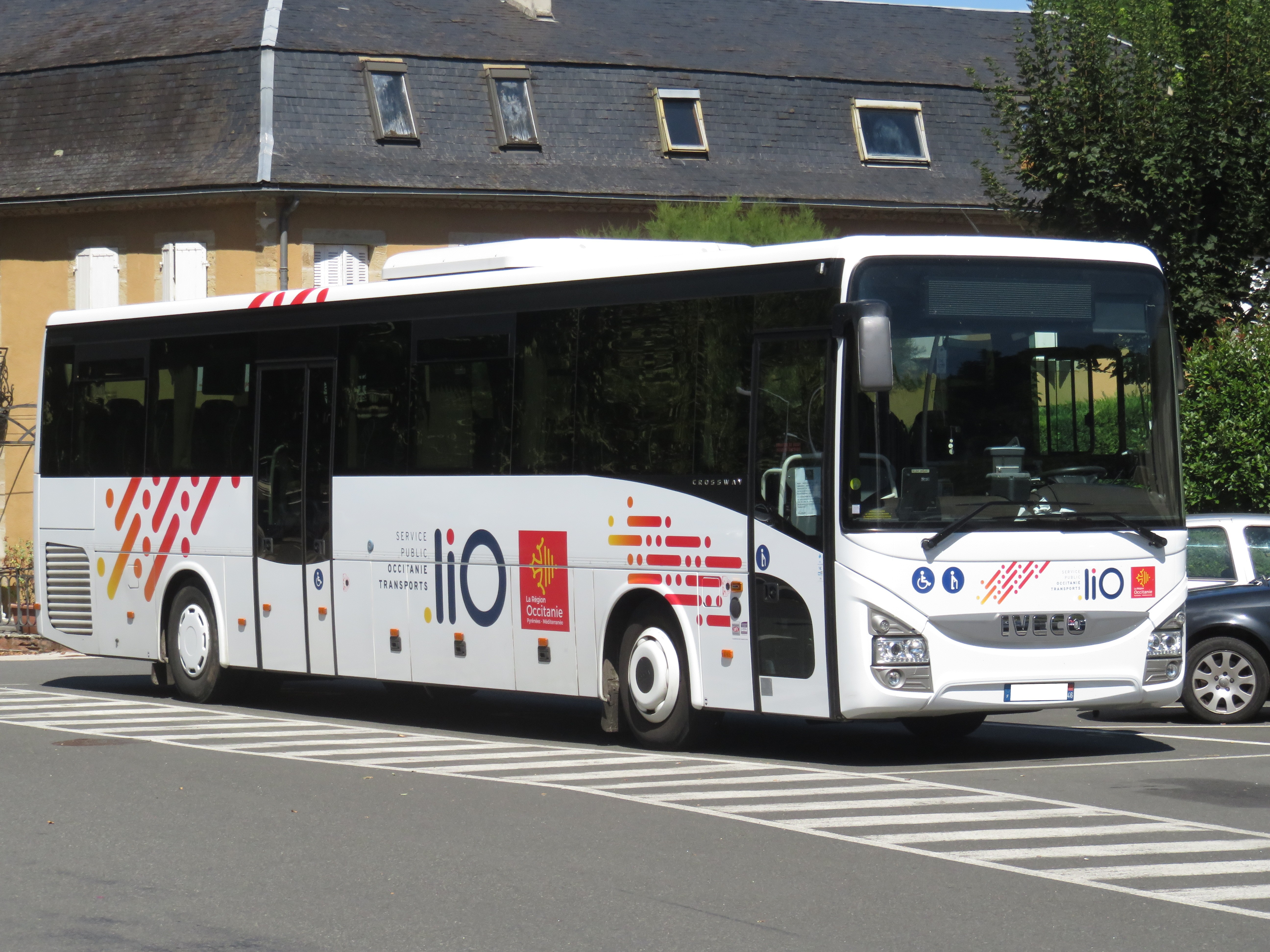
Bus der Lignes intermodales d’Occitanie

Luquet ist erreichbar über die Routes départementales 69 (Pyrénées-Atlantiques: 311), 70 (Pyrénées-Atlantiques: 42) und 817, die ehemalige Route nationale 117.
Die Autoroute A64, genannt La Pyrénéenne, streift das Gebiet der Gemeinde am südlichen Rand ohne direkte Ausfahrt zum Ort. Die am nächsten gelegene Ausfahrt 11 ist circa. 8,5 Kilometer in westlicher Richtung entfernt und bedient die Gemeinde Nousty im benachbarten Département Pyrénées-Atlantiques.
Außerdem ist die Gemeinde über eine Linie des Busnetzes Lignes intermodales d’Occitanie von Pau nach Tarbes mit anderen Gemeinden der Départements verbunden.